# Aeschynomene paucifolia
Aeschynomene paucifolia är en ärtväxtart som beskrevs av Julius Rudolph Theodor Vogel. Aeschynomene paucifolia ingår i släktet Aeschynomene och familjen ärtväxter. Inga underarter finns listade i Catalogue of Life.